# Campaea praegrandaria
Campaea praegrandaria är en fjärilsart som beskrevs av Achille Guenée 1858. Campaea praegrandaria ingår i släktet Campaea och familjen mätare. Inga underarter finns listade i Catalogue of Life.